# جزر مارشال في الألعاب الأولمبية
جزر المارشال في الألعاب الأولمبية تقوم اللجنة الأولمبية الوطنية المارشالية بالإشراف في شؤون مشاركة جزر المارشال في الألعاب الأولمبية، شاركت جزر المارشال أول مرة في الألعاب الأولمبية في دورة 2008 في بكين في الصين، لم تفز جزر المارشال حتى الآن بأي ميدالية أولمبية.